# Muyingwa
Muyingwa is in de Hopimythologie een van de kachinas (ook wel gespeld als katsinam) die verantwoordelijk is voor de kieming van zaden.  Een andere kachina is Alosaka, die verantwoordelijk is voor de groei van gewassen. Dit is mogelijk een alternatieve naam of een alternatief aspect van Muyingwa.  Kachinas zijn geesten die met poppen worden uitgebeeld en tijdens ceremonies (ook kachinas genoemd) met maskers worden gespeeld. Er wordt gezegd dat ze in de San Francisco Peaks leven, ten westen van het Hopi-reservaat.
Alosaka verwijst naar twee houten afgoden met dezelfde naam. Deze afgoden, of kachinas, maakten deel uit van een heiligdom in het dorp Awatobi, gelegen ten zuiden van de Keams Canyon aan de oostelijke rand van het Hopi-reservaat. Rond 1700 werd Awatobi verwoest, maar het werd daarna nog minstens 200 jaar gebruikt door priesters uit het tweede mesadorp: Mishungnovi (Mishoninovi). De houten kachinas werden in het heiligdom bewaard dat gemaakt was van rotsblokken en verzegeld werd met boomstammen. Het werd alleen nog voor rituele doeleinden meegenomen. De laatste keer dat ze door niet-inheemse volken werden gezien was rond 1890.
Mythologie van A tot Z · Categorie